# اکتور بالی
اکتور بالی (انگلیسی: Héctor Baley؛ زادهٔ ۱۶ نوامبر ۱۹۵۰) یک بازیکن فوتبال و دروازه‌بان اهل آرژانتین است.
از باشگاه‌هایی که در آن بازی کرده‌است می‌توان به اتلتیکو هوراکان، اتلتیکو ایندپندینته و استودیانتس اشاره کرد.
وی همچنین در تیم ملی فوتبال آرژانتین بازی کرده‌است.